# Drabina odległości kosmicznych
     Techniki odpowiednie dla galaktyk gwiazdotwórczych.
     Techniki odpowiednie dla galaktyk II populacji.
     Geometryczne techniki odległości.
     Technika PNLF odpowiednia dla wszystkich populacji Supergromady w Pannie.

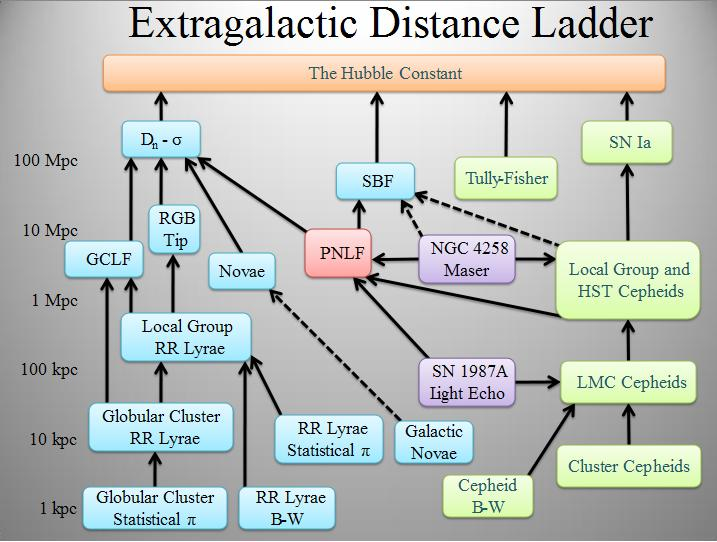
Techniki odpowiednie dla galaktyk gwiazdotwórczych.
Techniki odpowiednie dla galaktyk II populacji.
Geometryczne techniki odległości.
Technika PNLF odpowiednia dla wszystkich populacji Supergromady w Pannie.
Linia ciągła: Dobrze wyskalowany szczebel drabiny. Linia przerywana: Niepewna (niedokładna) skala szczebla drabiny.

Drabina odległości kosmicznych – szereg metod, którymi astronomowie określają odległości do obiektów astronomicznych. Prawdziwy bezpośredni pomiar odległości do ciała niebieskiego jest możliwy tylko dla tych obiektów, które są wystarczająco blisko (około tysiąca parseków) od Ziemi. Techniki określania odległości do bardziej oddalonych obiektów opierają się na różnych korelacjach pomiędzy metodami poprawnymi dla mniejszych odległości a metodami, które działają dla dalszych. Kilkanaście metod opiera się na świecach standardowych, które są obiektami astronomicznymi o znanej jasności (absolutnej wielkości gwiazdowej).
Analogia z drabiną wzięła się z faktu, iż żadna technika nie umożliwia pomiaru we wszystkich skalach odległości spotykanych w astronomii. Pewne metody mogą być użyte do pomiarów bliskich odległości, inne do pomiarów zakresów od bliskich do średnich itd. Każdy szczebel drabiny dostarcza informacji, która z metod może być użyta do określenia odległości na następnym, wyższym szczeblu.

## Pomiar bezpośredni
U podstawy drabiny znajdują się fundamentalne metody pomiaru odległości, w których są one mierzone bezpośrednio, bez rozstrzygania pytań o naturze obiektów. Precyzyjnymi pomiarami pozycji gwiezdnych zajmuje się astrometria.

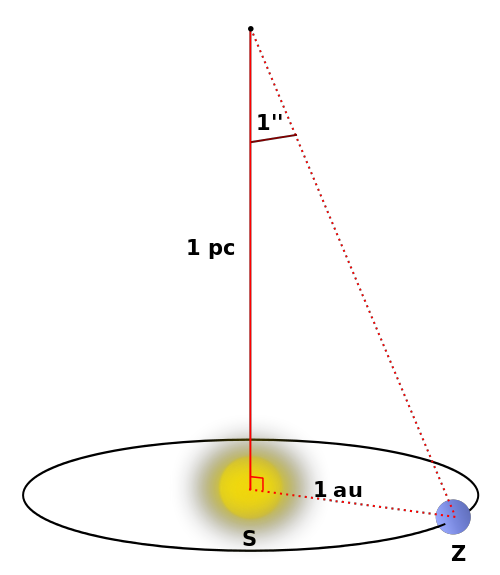
Zależność pomiędzy parsekiem a jednostką astronomiczną

### Jednostka astronomiczna
Bezpośrednie pomiary odległości są oparte na precyzyjnym określeniu odległości pomiędzy Ziemią a Słońcem, zwanej jednostką astronomiczną (j.a., ang. au). W przeszłości, dla określenia wartości j.a. kluczowe były obserwacje tranzytu Wenus, a w pierwszej połowie XX w. również obserwacje asteroid. W XXI wieku jednostka astronomiczna jest mierzona z wysoką precyzją za pomocą pomiarów radarowych Wenus oraz innych bliskich planet i planetoid, a także poprzez śledzenie międzyplanetarnych pojazdów na ich orbitach wokół Słońca i w Układzie Słonecznym. Wprawdzie prawa Keplera dostarczają precyzyjnych współczynników rozmiarów orbit obiektów obiegających Słońce, ale nie mierzą rzeczywistych rozmiarów tych orbit. Radar umożliwia pomiar różnic w rozmiarach dwóch orbit z dokładnością kilometrów i z tych danych oraz ze współczynników rozmiarów dwóch orbit obliczana jest dokładna długość orbity Ziemi.

### Paralaksa

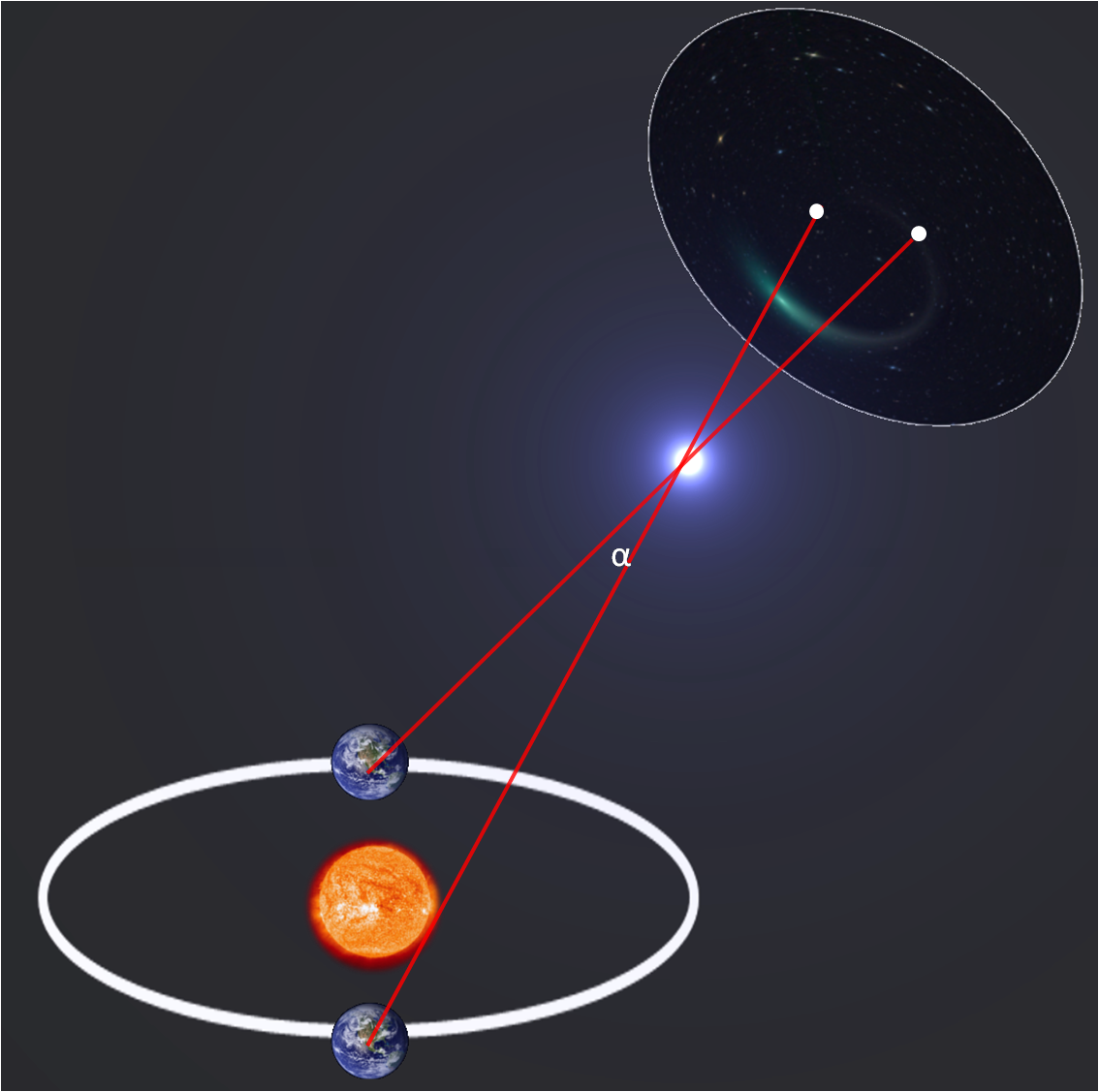
Efekt paralaksy

Najważniejszym podstawowym pomiarem odległości jest paralaksa pochodząca z trygonometrii. Ponieważ Ziemia orbituje wokół Słońca, pozycja pobliskich gwiazd będzie wydawać się lekko przesunięta, tym mniej im dalej się one znajdują. Te przesunięcia są kątami trójkąta równoramiennego, którego krótszy bok ma długość 2 j.a. a dłuższy jest odległością do gwiazdy. Wartość przesunięcia jest bardzo mała, 1′′ łuku dla obiektów oddalonych o 1 parsek (3,26 roku świetlnego) i mniejsza wartość kąta oznacza większą odległość. Najbliższa Słońcu gwiazda alfa Centauri znajduje się w odległości 4,37 roku świetlnego.
Ponieważ paralaksa pomniejsza się dla większych odległości gwiezdnych, za jej pomocą mierzone są te odległości do gwiazd, których paralaksa jest większa niż precyzja samego pomiaru. Pomiar paralaktyczny ma zazwyczaj dokładność ułamków sekund kątowych. Na przykład w latach 90. XX wieku misja Hipparcos zmierzyła paralaksy setek gwiazd (odległych o kilkaset parseków) z precyzją rzędu 0.7-0.9 milisekund kątowych.
Gwiazdy mogą poruszać się względem Słońca z prędkością względną, powodującą ruch własny i prędkość radialną. Ich wzorzec ruchu jest określany poprzez odnotowywanie ich pozycji na przestrzeni wielu lat, a ostateczna odległość przez pomiar przesunięcia dopplerowskiego ich spektrum wzdłuż linii wzroku (obserwacji). Dla grup gwiazd tej samej klasy spektralnej i o podobnej jasności średnią paralaksę można uzyskać z analiz statystycznych ich ruchu własnego względem ich prędkości radialnej. Ta metoda paralaksy statystycznej jest przydatna w pomiarach odległości do jasnych gwiazd, odległych o ponad 50 pc oraz do olbrzymich gwiazd zmiennych, jak cefeidy czy RR Lyrae.

## Świece standardowe
Prawie wszystkie mierniki fizycznych odległości są świecami standardowymi. Są to obiekty należące do pewnej klasy o znanej jasności. Poprzez porównanie znanej jasności pewnego obiektu z obserwowaną jasnością obiektu badanego można za pomocą prawa odwrotności kwadratów obliczyć odległość do niego.
W astronomii jasność danego obiektu jest podana jako absolutna wielkość gwiazdowa, czyli jasność, jaką miałyby, znajdując się w odległości 10 parseków (32,6 lat świetlnych) od obserwatora. Natomiast obserwowana wielkość gwiazdowa może być wykorzystana do określenia odległości {\displaystyle D} do obiektu (w kiloparsekach) za pomocą równania:
{\displaystyle 5\cdot \log _{10}{\frac {D}{\mathrm {kpc} }}=m-M-10,}
gdzie {\displaystyle m} to obserwowana, a {\displaystyle M} to absolutna wielkość gwiazdowa. Równanie powyższe ma sens tylko wtedy, gdy obie wielkości są mierzone w tej samej częstotliwości pasma i nie ma ruchu względnego w kierunku radialnym.
Są również konieczne pewne uśrednienia obliczeń uwzględniające ekstynkcję (która powoduje, że obiekty wydają się bardziej oddalone i poczerwienione), zwłaszcza jeśli obiekt leży w regionie zawierającym sporo pyłu lub gazu. Różnica pomiędzy wielkością absolutną i obserwowaną nosi nazwę modułu odległości i odległości astronomiczne, zwłaszcza międzygalaktyczne, są czasami podawane z uwzględnieniem tego modułu.

### Problemy

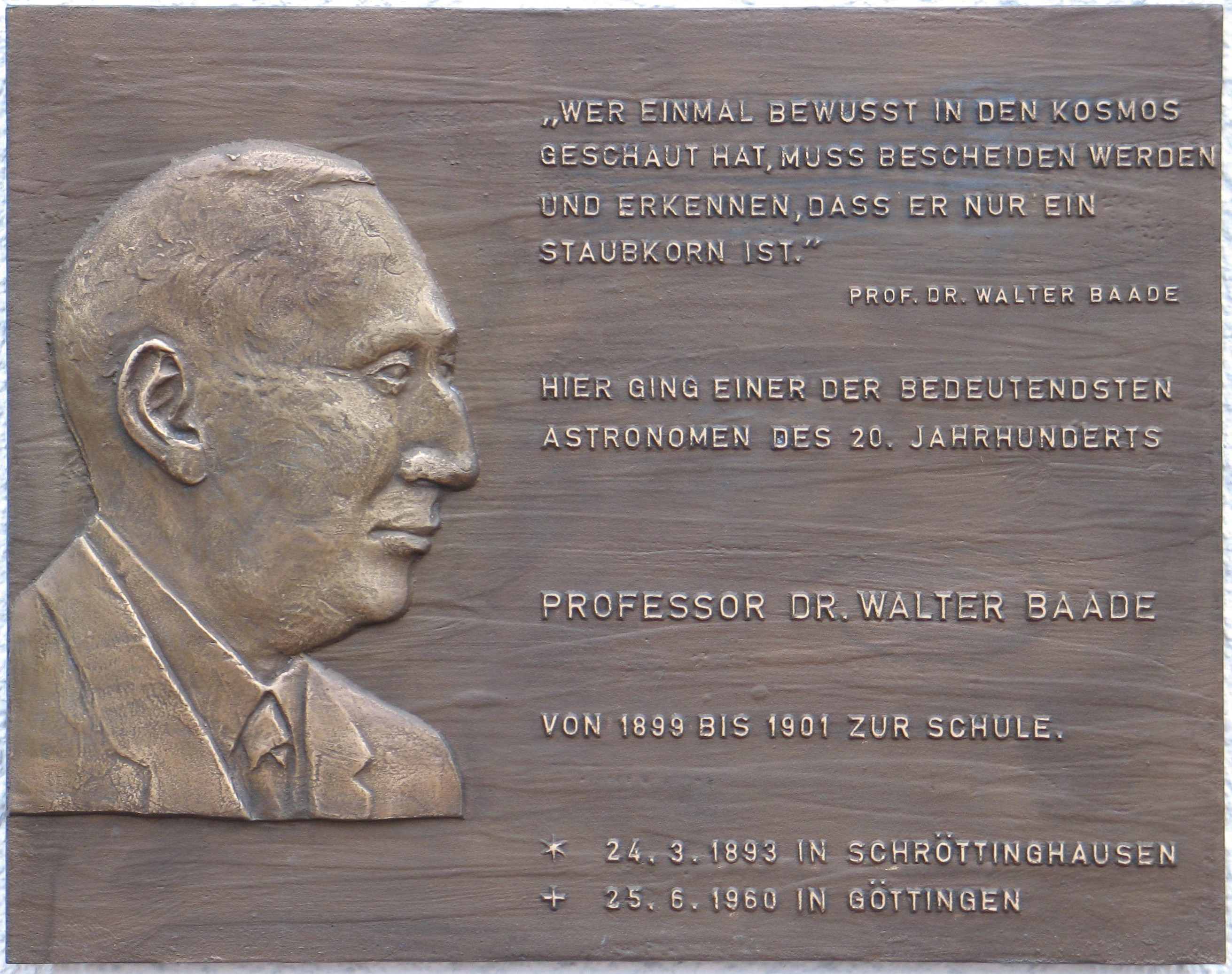
Tablica poświęcona W. Baade w dzielnicy Schröttinghausen (Preußisch Oldendorf), gdzie się urodził

Ze stosowaniem świec standardowych (dowolnej klasy) występują dwa problemy. Głównym jest kalibracja, czyli dokładne określenie wielkości absolutnej świecy. Obejmuje to dobre zdefiniowanie klasy obiektów, której członkowie mogą być rozpoznani (określeni) i znalezienie odpowiedniej liczby członków klasy, do których odległości są zmierzone, a których wielkość absolutna może być określona z wystarczającą dokładnością. Drugi problem leży w określeniu członków klasy, a konkretnie w uniknięciu pomyłki polegającej na kalibracji przy wykorzystaniu świecy standardowej obiektu, który do klasy nie należy. Dla bardzo dalekich odległości, gdzie najbardziej wskazane jest użycie wskaźnika odległości, może to stanowić bardzo poważny problem.
Istotnym wyzwaniem przy korzystaniu ze świec standardowych jest odpowiedź na pytanie, jak standardowe one są. Np. wszystkie obserwacje wydają się świadczyć, że supernowe typu Ia, których odległość jest znana, mają tę samą wielkość gwiazdową (z poprawką na zakrzywienie światła). Zasada ta jest opisana poniżej, ale mimo to istnieje możliwość, że bardziej odległe supernowe typu Ia mają inne własności niż te bliższe. Wykorzystanie supernowych Ia jest kluczowe do określenie właściwego modelu kosmologicznego. Jeżeli pożądane właściwości supernowych Ia są inne dla dalszych odległości, np. jeżeli ekstrapolacja ich kalibracji do danych odległości nie jest prawidłowa, ignorowanie tej zmienności może generować systematyczny błąd przy rekonstruowaniu parametrów kosmologicznych, w szczególności gęstości materii.
Historia pomiarów odległości za pomocą zmiennych cefeid pokazuje, że nie jest to jedynie problem teoretyczny. W latach 50. XX wieku Walter Baade odkrył, że pobliskie cefeidy, użyte do kalibracji świecy standardowej były innego typu, niż te użyte do pomiarów odległości do pobliskich galaktyk. Cefeidy były gwiazdami I populacji, o wiele większej metaliczności niż bardziej odległe gwiazdy II populacji. W rezultacie, gwiazdy II populacji były de facto o wiele jaśniejsze niż sądzono, co spowodowało efekt podwojenia odległości do gromad kulistych, bliskich galaktyk, jak i średnicy Drogi Mlecznej.

## Linijka standardowa
Innym rodzajem miernika fizycznej odległości jest linijka standardowa. W 2008 jako możliwą linijkę standardową do określania parametrów kosmologicznych zaproponowano przyjąć średnice galaktyk.

## Mierniki odległości galaktycznych
Oprócz kilku wyjątków, odległości oparte na pomiarach bezpośrednich są możliwe jedynie w obszarze do tysiąca parseków, który jest niewielkim wycinkiem naszej Galaktyki. Dla obszarów poza nią, pomiary zależą od założeń fizycznych, tzn. wspomnianego warunku, że rozpoznajemy obiekt oraz że klasa obiektów jest wystarczająco jednorodna, aby jej członkowie mogliby być użyci do sensownego oszacowania odległości.
Fizyczne mierniki odległości wykorzystywane do stopniowo dalszych skal odległości obejmują:
- dynamiczną paralaksę – wykorzystanie parametrów orbitalnych układów wizualnie podwójnych do mierzenia masy systemu oraz stosunku masy do jasności do określenia jasności
  - układy zaćmieniowe gwiazd podwójnych – pomiary tych układów stały się możliwe dzięki teleskopom 8-metrowym, co uczyniło je jednocześnie możliwymi miernikami odległości. Zostały wykorzystane m.in. do oszacowania bezpośrednich odległości do Obłoków Magellana, galaktyki Andromedy i Trójkąta. Układy zaćmieniowe umożliwiają bezpośrednią metodę szacowania odległości do galaktyk z dokładnością powiększoną o 5%, co przekłada się na zakres odległości do około 3 Mpc[8].
- gwiazdy zmienne typu RR Lyrae – czerwone olbrzymy zazwyczaj są używane do pomiarów odległości w Galaktyce i do pobliskich gromad kulistych.
- Do pomiarów odległości do starych populacji gwiezdnych (II populacji) używane są[9]:
  - Wskaźnik TRGB (ang. tip of the red giant branch) – związany z jasnością czerwonych olbrzymów
  - Funkcja jasności mgławic planetarnych (PNLF)
  - Funkcja jasności gromad kulistych (GCLF)
  - Fluktuacje jasności powierzchniowej (SBF)
- Emisje promieni X bersterów – emisje te (termonuklearne błyski na powierzchni gwiazdy neutronowej) wykorzystywane są jako świece standardowe. Obserwacje pasma promieni X w tych wybuchach czasami wskazują na ekspansje rozmiaru (promienia) obiektu i stąd strumień promieni X w piku emisji powinien być związany z jasnością Eddingtona, która z kolei może zostać obliczona, o ile znana jest masa gwiazdy neutronowej (powszechnie przyjmowanym założeniem jest 1,5 M☉). Ta metoda pozwala na określenie odległości do niektórych rentgenowskich układów podwójnych. Takie układy o małej masie są słabo widoczne w paśmie optycznym, co czyni pomiary ich odległości bardzo trudnymi.
- Masery międzygwiezdne – mogą być użyte do uzyskania odległości do obiektów galaktycznych (a nawet niektórych pozagalaktycznych) dzięki emisji maserowej.
- Cefeidy i nowe
- Poszczególne galaktyki w gromadach
- Związek Tully’ego-Fishera
- Związek Faber-Jacksona
- Supernowe Ia – mają bardzo dobrze określoną maksymalną absolutną wielkość gwiazdową jako funkcję kształtu ich krzywej blasku i są przydatne w określaniu pozagalaktycznych odległości do kilkuset Mpc[10] (wyjątkiem jest SN 2003fg, supernowa Ia o nietypowej naturze)
- Przesunięcie ku czerwieni i prawo Hubble’a

### Dopasowanie na podstawie ciągu głównego
Umieszczając na wykresie wielkość absolutną grupy gwiazd oraz ich typ widmowy, na podstawie diagramu Hertzsprunga-Russella można rozpoznać wzorce ewolucyjne, związane z masą, wiekiem i składem gwiazd. W szczególności, podczas spalania wodoru gwiazdy układają się wzdłuż krzywej, zwanej ciągiem głównym. Poprzez mierzenie tych wartości ze spektrum gwiazdy, można określić pozycję gwiazdy na diagramie H-R, a stąd można oszacować jej absolutną wielkość gwiazdową. Porównanie tych wartości z wielkością obserwowaną pozwala na oszacowanie odległości do niej, po odpowiedniej korekcie uwzględniającej ekstynkcję jasności z powodu gazu i pyłu.
W związanej grawitacyjnie gromadzie gwiazd, takiej jak Hiady, gwiazdy są formowane mniej więcej w tym samym okresie i leżą w tej samej odległości od nas. Pozwala to na dokładne dopasowanie na podstawie ciągu głównego, umożliwiając określenie zarówno wieku, jak i odległości.

## Pozagalaktyczna skala odległości
Pozagalaktyczna skala odległości jest serią technik, wykorzystywanych do określania odległości do obiektów poza naszą galaktyką, które nie są łatwe do uzyskania metodami tradycyjnymi. Niektóre procedury wykorzystują właściwości takich obiektów gwiazdy, gromady kuliste, mgławice i całe galaktyki. Inne metody mają charakter statystyczno-probabilistyczny.

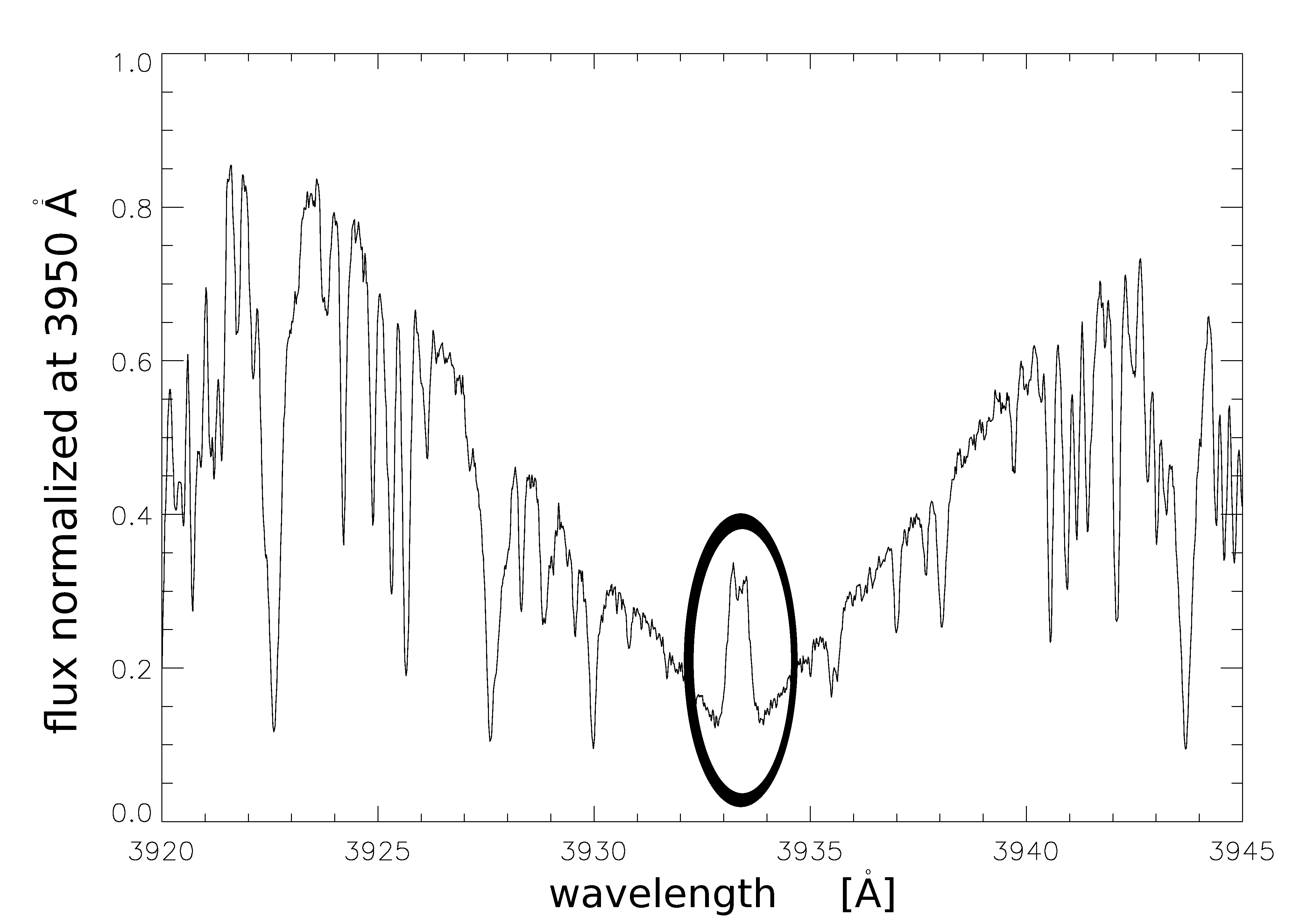
Linia absorpcyjna K karła KW 326 w gromadzie Żłóbek

| Metoda                                       | Niedokładność dla pojedynczej galaktyki (mag) | Odległość do gromady w Pannie (Mpc) | Zakres (Mpc) |
| -------------------------------------------- | --------------------------------------------- | ----------------------------------- | ------------ |
| Cefeidy I populacji                          | 0,16                                          | 15–25                               | 29           |
| Nowe                                         | 0,4                                           | 21,1 ± 3,9                          | 20           |
| Funkcja jasności mgławic planetarnych (PNLF) | 0,3                                           | 15,4 ± 1,1                          | 50           |
| Funkcja jasności gromad kulistych (GCLF)     | 0,4                                           | 18,8 ± 3,8                          | 50           |
| Fluktuacje jasności powierzchniowej (SBF)    | 0,3                                           | 15,9 ± 0,9                          | 50           |
| Zależność D – σ                              | 0,5                                           | 16,8 ± 2,4                          | < 100        |
| Supernowe Ia                                 | 0,10                                          | 19,4 ± 5,0                          | < 1000       |

### Efekt Wilsona-Bappu
Odkryty w 1956 przez Olina Wilsona i Vainu Bappu efekt Wilsona-Bappu wykorzystuje zjawisko znane jako paralaksa spektroskopowa. Określone gwiazdy posiadają własności w swoich spektrach emisyjno-absorpcyjnych, pozwalające na względnie proste obliczenie ich wielkości absolutnej. Określone linie spektralne są bezpośrednio związane z jasnością obiektu, np. linia absorpcyjna K wapnia. Odległość do gwiazdy może zostać obliczona z jasności dzięki modułowi odległości:
{\displaystyle M-m=-2{,}5\log _{10}(F_{1}/F_{2}).}
Choć teoretycznie ta metoda powinna umożliwiać wiarygodne obliczenia odległości do gwiazd nawet w skali 7 Mpc, to na ogół stosuje się do gwiazd odległych o setki kiloparseków. Ma ona zastosowanie jedynie dla gwiazd o jasności powyżej 15m.

### Klasyczne Cefeidy
Dla obiektów poza zasięgiem efektu Wilsona-Bappu stosuje się metodę, opartą na związku okresowej jasności klasycznych cefeid, odkrytą przez Henriettę Leavitt. Związek ten może być wykorzystany do obliczania odległości zarówno do galaktycznych, jak i pozagalaktycznych klasycznych cefeid:
{\displaystyle 5\log _{10}d=V+(3{,}34)\log _{10}P-(2{,}45)(V-I)+7{,}52}
{\displaystyle 5\log _{10}d=V+(3{,}37)\log _{10}P-(2{,}55)(V-I)+7{,}48}

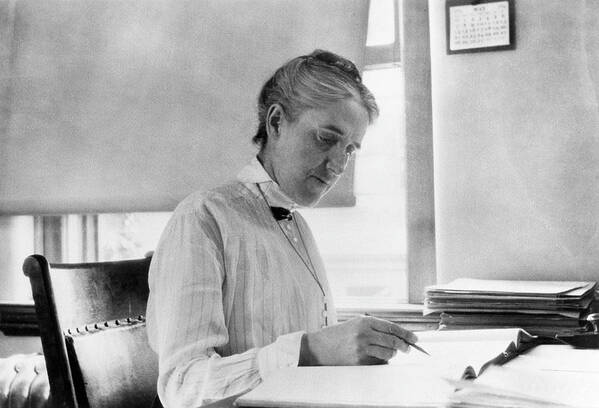
Henrietta Swan Leavitt – odkrywczyni zależności pomiędzy okresem cefeidy a jej wielkością absolutną

Wykorzystanie cefeid jako świec standardowych jest przedmiotem ciągłych rozważań, gdyż metody te komplikuje szereg problemów, spośród których najważniejszymi są: powiązanie natury i liniowości okresowych jasności w różnych pasmach oraz wpływ metaliczności na punkt początkowy i nachylenie wykresu tego powiązania, efektów kontaminacji fotometrycznej (mieszania) i wpływu (zazwyczaj nieznanego) prawa ekstynkcji na odległości do cefeid.
Te nierozwiązanie zagadnienia skutkują tym, że wartość stałej Hubble’a, spotykana w pracach waha się pomiędzy 60 km/s/Mpc a 80 km/s/Mpc. Rozwiązanie tej rozbieżności jest jednym z głównych problemów astronomii, ponieważ parametry kosmologiczne Wszechświata mogą być silnie zależne od precyzyjnej wartości stałej Hubble’a.
Zmienne cefeidy były podstawowym instrumentem, za pomocą którego Edwin Hubble w 1923 wysnuł wniosek, że M31 (Andromeda) była osobną galaktyką, a nie małą mgławicą w Drodze Mlecznej oraz oszacował do niej odległość na 285 kpc (obecna wartość to 773 kpc).
Odkryto, że NGC 3370, spiralna galaktyka w gwiazdozbiorze Lwa, zawiera najbardziej odległe cefeidy dotychczas zaobserwowane, znajdujące się w odległości 29 Mpc. Zmienne cefeidy nie są idealnymi miernikami odległości, posługiwanie się nimi generuje około 7% błąd dla pobliskich galaktyk i do 15% przy większych dystansach.

### Supernowe

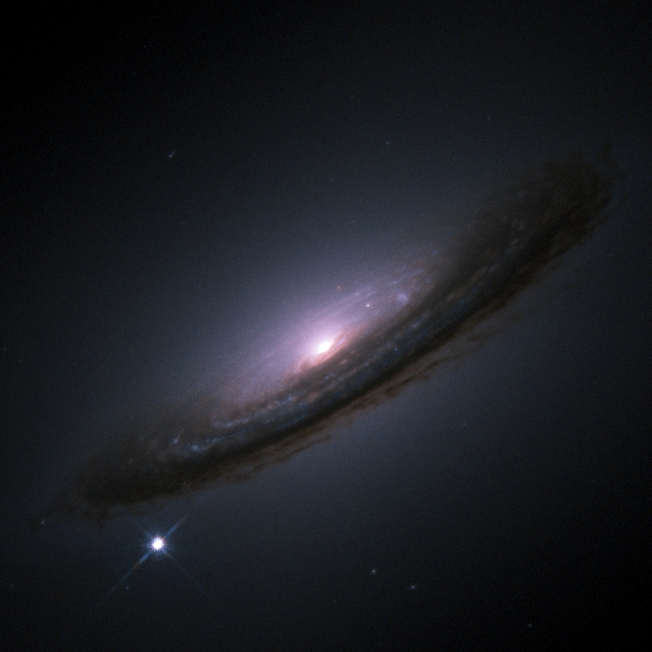
Supernowa SN 1994D w galaktyce NGC 4526 (jasny punkt w dolnym lewym rogu). Obraz dzięki NASA, ESA, The Hubble Key Project Team i The High-Z Supernova Search Team

Istnieje kilkanaście różnych metod wykorzystania supernowych do pomiaru pozagalaktycznych odległości, poniżej są wymienione najczęściej używane.

#### Pomiary fotosfery supernowej
Można założyć, że supernowa rozszerza (ekspanduje) w sposób symetryczny. Jeżeli znajduje się dostatecznie blisko, to można zmierzyć rozmiar kątowy {\displaystyle \theta (t)} jej fotosfery
{\displaystyle \omega ={\frac {\Delta \theta }{\Delta t}},}
gdzie {\displaystyle \omega } jest prędkością kątową. Aby dokonać dokładnego pomiaru, konieczne jest wykonanie co najmniej dwóch obserwacji, które dzieli czas {\displaystyle \Delta {t}.} Następnie
{\displaystyle d={\frac {V_{ej}}{\omega }},}
gdzie {\displaystyle d} jest odległością do supernowej, {\displaystyle V_{ej}} prędkością radialną wyrzucanej (ang. ejecta) materii (dla sferycznie symetrycznego zjawiska można założyć, że {\displaystyle V_{ej}=V_{\theta }}).
Ta metoda działa tylko w przypadku, gdy supernowa jest dostatecznie blisko, aby można było dokładnie zmierzyć jej fotosferę. W rzeczywistość powłoka gazowa nie jest idealnie sferyczna, ani nie jest ciałem doskonale czarnym. Również ekstynkcja międzygwiazdowa zaburza dokładność pomiarów, a dodatkowo problem jest zwiększany przez kolaps jądra supernowej. Wszystkie te czynniki mogą powiększyć błąd pomiaru odległości nawet o 25%.

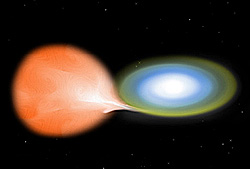
Biały karzeł zasysający materię ze swojego towarzysza (wizja artysty)

#### Krzywe blasku supernowych Ia
Supernowe typu Ia są jednymi z najlepszych źródeł do wyznaczania międzygalaktycznych odległości. Zjawisko to występuje, kiedy w układzie podwójnym na białego karła opada materia z towarzyszącej mu gwiazdy (zazwyczaj czerwonego olbrzyma), skutkiem czego biały karzeł w końcu osiąga granicę Chandrasekhara (1,44 M☉). Wówczas gwiazda staje się niestabilna, gdyż rozpoczyna się gwałtowna reakcja termojądrowa. Ponieważ wszystkie eksplodujące supernowe Ia mają tę samą masę, ich absolutne wielkości gwiazdowe są również te same, co czyni je bardzo użytecznymi świecami standardowymi. Wszystkie supernowe Ia mają standardową magnitudę w paśmie niebieskim i widzialnym:
{\displaystyle M_{N}\approx M_{W}\approx -19{,}3\pm 0{,}3}
Dlatego podczas obserwacji tych gwiazd możliwe jest określenie piku ich jasności, a na jego podstawie odległości. W zasadzie nie jest konieczne uchwycenie piku w momencie obserwacji – wykorzystując metodę wielobarwnej krzywej blasku (ang. multicolor light curve shape – MLCS) kształt krzywej (uzyskany w rozsądnym czasie po początkowej eksplozji) jest porównywany z podobnymi sparametryzowanymi wykresami, co pozwala określić absolutną wielkość przy maksymalnej jasności. Ta metoda uwzględnia jednocześnie ekstynkcję pyłu i gazu.

Krzywa blasku supernowej SN 2002cx

Również metoda „kompresowania” („przeciągania”) (ang. stretch method) dopasowuje poszczególne krzywe brzasku do wzorca. W przeciwieństwie do metody MLCS, zamiast kilkunastu krzywych blasku dla różnych długości fali mamy jedną krzywą, która została „skompresowana” w czasie, a dzięki „czynnikowi kompresji” (ang. stretch factor) można określić pik magnitudy.
Wykorzystanie supernowych typu Ia jest jedną z najdokładniejszych metod, zwłaszcza odkąd ich eksplozje stały się możliwe do obserwowania na dużych odległościach (ich jasności dorównują galaktykom, w których się znajdują), znacznie większych (około 500 razy) niż cefeidy. Bieżąca niedokładność tych pomiarów zwykle wynosi 5%, co przekłada się na jedynie 0,1 m.

#### Nowe
Nowe mogą być użyte do pomiarów odległości pozagalaktycznych w taki sam sposób, jak supernowe. Istnieje bezpośredni związek pomiędzy maksymalną jasnością nowej i czasu, w którym jej wielkość gwiazdowa w świetle widzialnym zmniejsza się o 2 magnitudy:
{\displaystyle M_{W}^{max}=-9{,}96-2{,}31\log _{10}{\dot {x}},}
gdzie {\displaystyle {\dot {x}}} jest pochodną czasu magnitudy nowej, opisującym średni wskaźnik jej zmniejszania się o pierwsze 2 magnitudy.
Gdy nowe gasną, są prawie tak samo jasne jak najjaśniejsze cefeidy i dlatego obie te metody mogą być stosowane na podobnych odległościach: ~20 Mpc. Błąd tej metody powoduje niedokładność wielkości gwiazdowej około ± 0,4.

### Funkcja jasności gromad kulistych

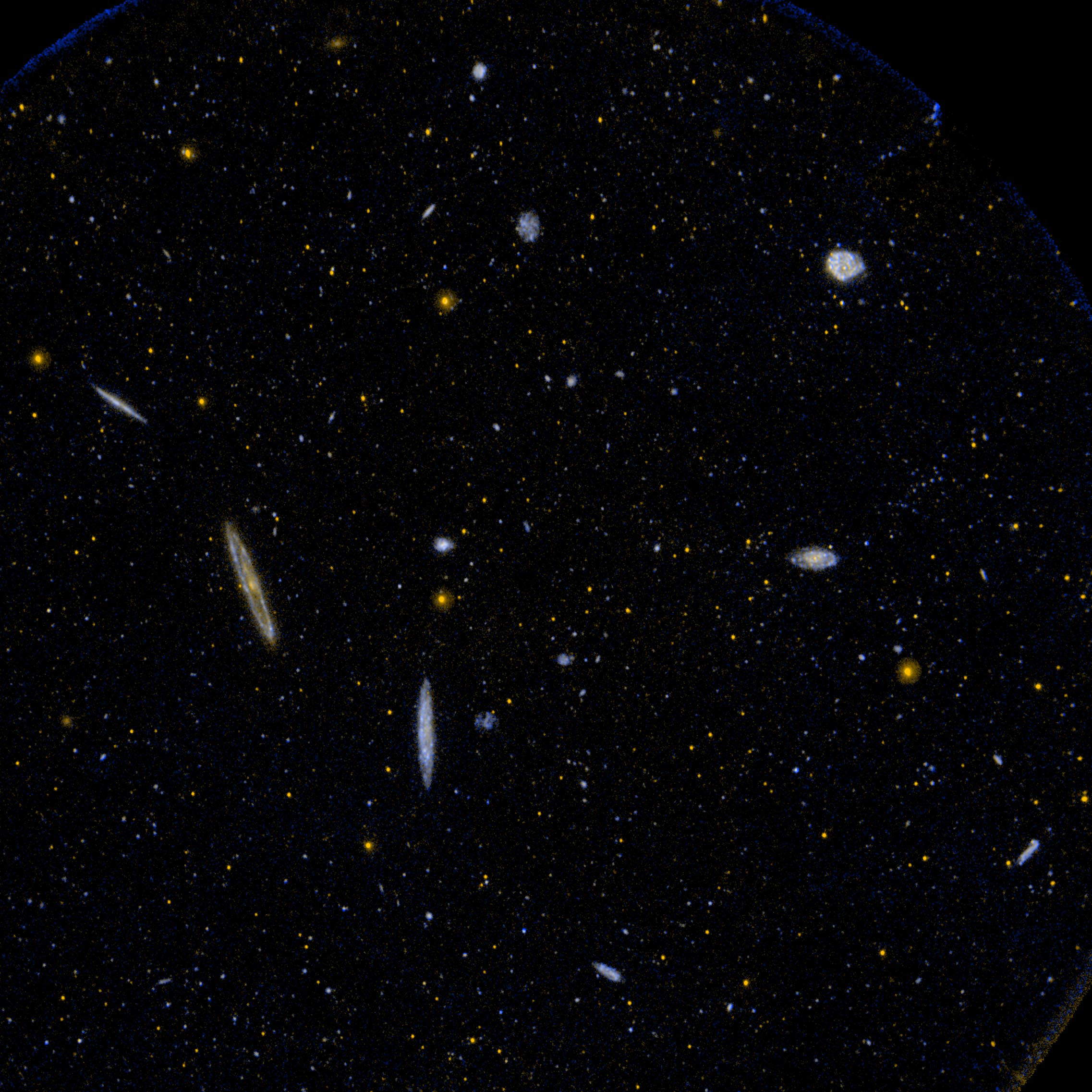
Gromada w Pannie (w UV), wzorzec referencyjny dla funkcji GCLF

Opierając się na metodzie porównywania jasności gromad kulistych (zlokalizowanych w halo galaktycznym) z odległych galaktyk do tych z gromady w Pannie, funkcja jasności gromad kulistych (ang. globular cluster luminosity function – GCLF) generuje błąd pomiaru odległości około 20% (0,4 m).
Amerykański astronom William Alvin Baum pierwszy podjął próbę użycia gromad kulistych do pomiaru odległych galaktyk eliptycznych. Porównał najjaśniejsze gromady kuliste w Pannie A z gromadami w Andromedzie zakładając, że jasności gromad są takie same w obu galaktykach. Znając odległość do Andromedy, Baum założył bezpośrednią korelację i oszacował odległość do Panny A.
Baum użył tylko jednej gromady kulistej, a pojedyncze formacje są często słabymi świecami standardowymi. Kanadyjski astronom René Racine przyjął, że zastosowanie funkcji jasności gromad kulistych (ang. globular cluster luminosity functionx – GCLF) mogłoby dać lepsze przybliżenie. Ilość gromad kulistych jako funkcja jasności jest określona przez:
{\displaystyle \Phi (m)=Ae^{(m-m_{0})^{2}/2\sigma ^{2}},}
gdzie {\displaystyle m} jest jasnością rotacji, {\displaystyle m_{0}} jest jasnością gromady Panny, a {\displaystyle \sigma } jest dyspersją ~ 1,4 m.
Należy pamiętać o założeniu, że wszystkie gromady kuliste mają mniej więcej te same magnitudy we Wszechświecie. Nie istnieje uniwersalna funkcja jasności gromad kulistych, którą można zastosować do wszystkich galaktyk.

### Funkcja jasności mgławic planetarnych
Podobną metodzie GCLF analizę numeryczną można użyć dla mgławic planetarnych w bardzo dalekich galaktykach. Funkcja jasności mgławic planetarnych (ang. planetary nebula luminosity function – PNLF) po raz pierwszy została zaproponowana w późnych latach 70h przez Hollanda Cole’a i Dawida Jennera. Zasugerowali oni, że wszystkie mgławice planetarne mogą mieć podobną absolutną wielkość gwiazdową (obecnie szacowaną na M = -4,53), co mogłoby z nich uczynić świece standardowe do określania pozagalaktycznych odległości.
Astronom George Jacoby wraz ze współpracownikami zaproponowali funkcję PNLF:
{\displaystyle N(M)\propto e^{0{,}307M}(1-e^{3(M^{*}-M)}),}
gdzie {\displaystyle N(M)} jest liczbą mgławic planetarnych, posiadających wielkość absolutną {\displaystyle M,} a {\displaystyle M^{*}} jest absolutną wielkością najjaśniejszej mgławicy.

### Fluktuacje jasności powierzchniowej
Metodę fluktuacji jasności powierzchniowej (ang. surface brightness fluctuation – SBF) zaproponowano w 1990 r. podczas pomiarów magnitud 14 młodych galaktyk (głównie z gromady w Pannie) za pomocą teleskopu w Kitt Peak.
Technika wykorzystuje kamery CCD instalowane przy teleskopach. Z uwagi na fluktuacje jasności powierzchniowej galaktyki, niektóre piksele kamery rejestrują więcej gwiazd niż inne i jeśli odległość do obiektu się zwiększa to obraz wydaje się „gładszy”. Wariancja jasności piksel do piksela jest związana z odległością do galaktyki – im większe fluktuacje tym bliższy obiekt (inaczej: galaktyka dwa razy odleglejsza wygląda na zdjęciu na dwa razy gładszą).

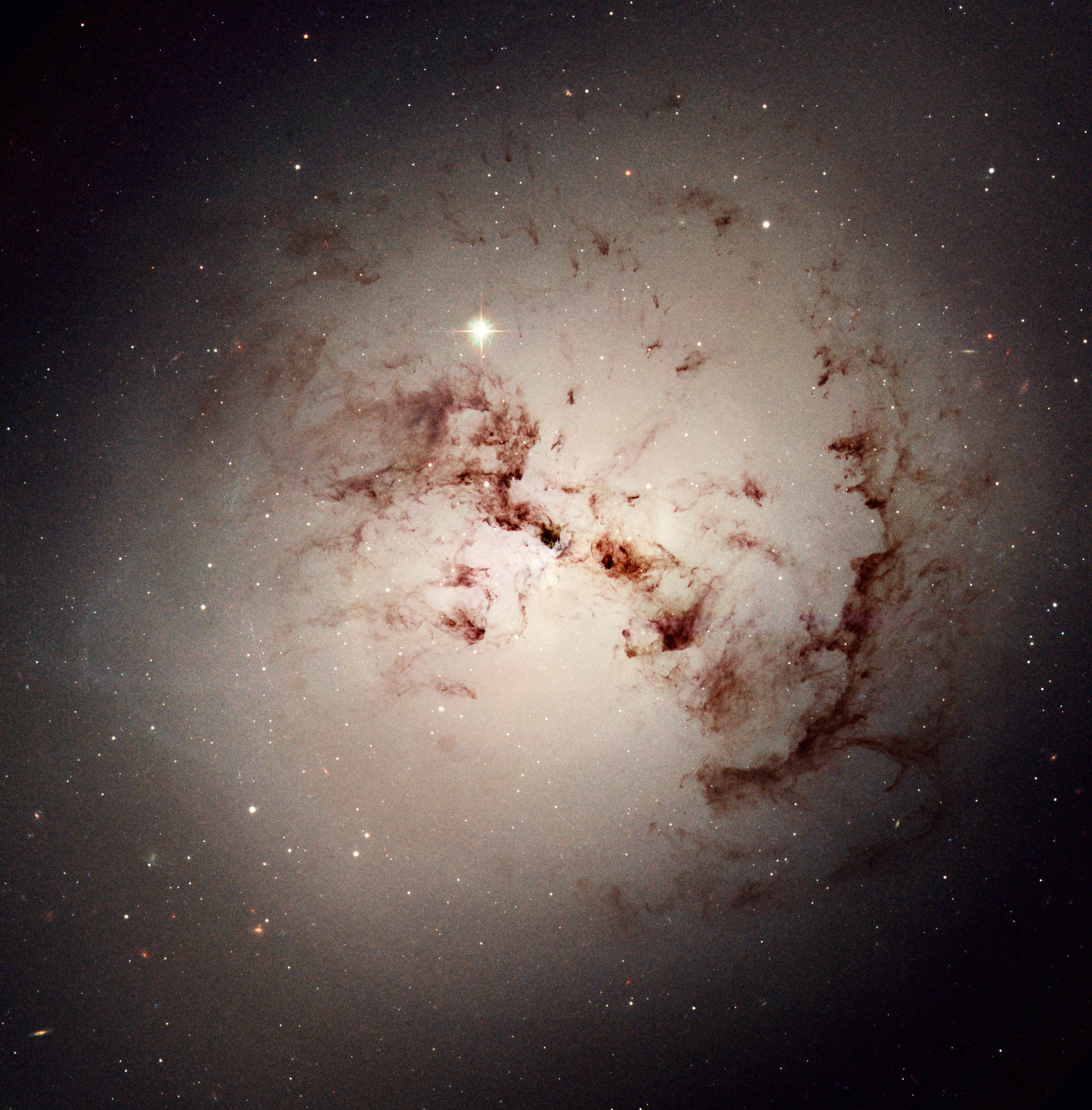
Galaktyka eliptyczna Fornax A

SBF została skalibrowana za pomocą okresowej jasności cefeid w Wielkim Obłoku Magellana. Umożliwia szacowanie odległości nawet większych niż 100 Mpc, ale ze sporymi błędami, dlatego zazwyczaj jest stosowana do obszarów nieco mniejszych.

### Zależność D-σ
Zależność D-σ, występująca w galaktykach eliptycznych, wiąże średnicę kątową galaktyki (D) z jej dyspersją prędkości (σ). Jasność powierzchniowa galaktyki jest niezależna od odległości do niej, ale średnica kątowa D jest do niej odwrotnie proporcjonalna:
{\displaystyle \log _{10}(D)=1{,}333\log(\sigma )+C,}
gdzie C jest stałą zależną od odległości do gromady.
Dlatego też ta zależność nie ma charakteru świecy standardowej, wartość D stanowi raczej linijkę standardową.
Metoda ta ma potencjał, aby zostać jednym z najsilniejszych mechanizmów szacowania odległości międzygalaktycznych, możliwe, że przekraczającym swoim zasięgiem metodę Tully’ego-Fischera. Z drugiej strony galaktyki eliptyczne nie są dziś wystarczająco jasne do skalibrowania metody poprzez techniki takie jak cefeidy i metodę kalibruje się sposobami bardziej „surowymi” (niedopracowanymi).

## Wady drabiny
Ponieważ bardziej odległe „szczeble” drabiny zależą od tych bliższych, to metody użyte dla dalszych odległości zawierają błędy szczebli bliższych, zarówno systematyczne, jak i statystyczne. W wyniku propagacji tych błędów dokładność pomiarów odległości do dalszych obiektów jest dużo niższa niż do bliższych.